# Mataelpino
Mataelpino es una localidad española perteneciente al municipio de El Boalo, Cerceda y Matalpino, situada en la parte noroccidental de la Comunidad de Madrid, a los pies de la vertiente meridional de la sierra de Guadarrama.

## Geografía
Mataelpino se encuentra en el parque nacional de la Sierra de Guadarrama y está situado a los pies de La Maliciosa.

## Población
La población de la localidad de Mataelpino perteneciente al municipio de El Boalo (datos oficiales del INE a 01-01-2024) es de 2052 habitantes, con un fuerte crecimiento en los últimos años debido al desarrollo urbanístico y a la inmigración.

## Gobierno y administración
Las localidades de Cerceda y Mataelpino se administran mediante tenencias de alcaldía de la sede principal del consistorio, que se encuentra en el núcleo de El Boalo y está dirigido en la actualidad por el Partido Popular.

## Medios de comunicación y transporte

### Carretera
A Mataelpino se puede acceder mediante las carreteras M-617 (desde El Boalo) y M-615 (desde Cerceda).

### Autobús
| Línea | Recorrido                                                  | Operador         |
| ----- | ---------------------------------------------------------- | ---------------- |
| 724   | El Boalo - Manzanares el Real - Madrid (Plaza de Castilla) | Interbus         |
| 672   | Cerceda - El Boalo - Moralzarzal - Madrid (Moncloa)        | Francisco Larrea |

## Turismo
Es una localidad situada en el Camino de Santiago de Madrid y cuenta con una iglesia y una cruz de piedra históricas.

## Fiestas
- Santa Águeda el 5 de febrero, fiesta que incluye el nombramiento de dos alcaldesas honoríficas, una mujer y una niña, que reciben el bastón de mando de la alcaldía. Una asociación llamada Las Aguedas organiza la celebración.[3]
- San Bartolomé el 24 de agosto. Desde el año 2011 se celebra en esta fiesta, ya como tradición popular, el llamado Boloencierro, en el que los habitantes corren delante de una bola gigante de 3 metros de diámetro de material sintético, en lugar de los encierros de toros tradicionales.[4]